# Milotaïta
La milotaïta és un mineral de la classe dels sulfurs, que pertany al grup de la cobaltita. Rep el nom per Milota Makovicky, de la Universitat de Copenhaguen, Dinamarca, per les seves investigacions destacades sobre sistemes de sulfurs i sulfarsenits amb els elements del grup del platí.

## Característiques
La milotaïta és un selenur de fórmula química PdSbSe. Va ser aprovada com a espècie vàlida per l'Associació Mineralògica Internacional l'any 2003. Cristal·litza en el sistema isomètric. La seva duresa a l'escala de Mohs és 4,5.
Segons la classificació de Nickel-Strunz, la milotaïta pertany a «02.EA: Sulfurs metàl·lics, M:S = 1:2, amb Fe, Co, Ni, PGE, etc.» juntament amb els següents minerals: aurostibita, bambollaïta, cattierita, erlichmanita, fukuchilita, geversita, hauerita, insizwaïta, krutaïta, laurita, penroseïta, pirita, sperrylita, trogtalita, vaesita, villamaninita, dzharkenita, gaotaiïta, al·loclasita, costibita, ferroselita, frohbergita, glaucodot, kullerudita, marcassita, mattagamita, paracostibita, pararammelsbergita, oenita, anduoïta, clinosafflorita, löllingita, nisbita, omeiïta, paxita, rammelsbergita, safflorita, seinäjokita, arsenopirita, gudmundita, osarsita, ruarsita, cobaltita, gersdorffita, hol·lingworthita, irarsita, jol·liffeïta, krutovita, maslovita, michenerita, padmaïta, platarsita, testibiopal·ladita, tolovkita, ullmannita, wil·lyamita, changchengita, mayingita, hollingsworthita, kalungaïta, urvantsevita i reniïta.

## Formació i jaciments
Va ser descoberta al dipòsit de Předbořice, dins el districte de Kutná Hora, a la República Txeca, tractant-se de l'únic indret de tot el planeta on ha estat descrita aquesta espècie mineral.